# Sarkis Dawidian
Sarkis Davidian ICPB – duchowny ormiańskokatolicki, od 2015 biskup Isfahanu.

## Życiorys
Święcenia prezbiteratu przyjął 11 października 1970 jako członek Instytutu Duchowieństwa Patriarchalnego z Bzommar. Pracował duszpastersko w Libanie, Francji i Armenii. Był także pracownikiem niższych seminariów w Bzommar i w Aleppo.
1 października 2015 papież Franciszek zatwierdził jego wybór na eparchę Isfahanu. Sakry udzielił mu Krikor Bedros XX Ghabroyan.